# Adolf Moczulski
Adolf Moczulski ps. Tadeusz, Krzysztof, Tadeusz Złoty (ur. 26 stycznia 1911 w Obłoniu (obecnie Chełm), zm. 3 stycznia 1983 w Olsztynie) – porucznik Armii Krajowej, członek ruchu oporu podczas II wojny światowej.

## Życiorys
Absolwent Państwowego Gimnazjum im. Stefana Czarnieckiego w Chełmie (1929). Przed wybuchem II wojny światowej był pracownikiem Ubezpieczalni Społecznej w Lublinie. Brał udział w kampanii wrześniowej, służąc w 8. batalionie pomiarów artylerii. Został wzięty do niewoli rosyjskiej 18 września 1939 roku pod Tarnopolem. Jako jeniec trafił do Skałatu, skąd uciekł wraz z pięcioma towarzyszami do Lwowa.

Od grudnia 1939 roku był członkiem Związku Walki Zbrojnej, a następnie Armii Krajowej. W 1941 roku wszedł w skład "Wachlarza", gdzie pełnił funkcję dowódcy Oddziałów II Wywiadowczego i III Operacyjnego, które jednak faktycznie nie rozwinęły swojej działalności. W momencie wybuchu powstania warszawskiego był żołnierzem Pułku Baszta. Walczył na Mokotowie. W ostatnich dniach walk (25 lub 27 września 1944) został ranny w nogi i trafił do jednego z powstańczych szpitali. Tam został wzięty do niewoli niemieckiej. Był jeńcem Stalagu XI A Altengrabow, Stalagu X B Sandbostel oraz Oflagu X C Lubeka, gdzie doczekał wyzwolenia w maju 1945 roku. Do Polski powrócił w październiku 1945 roku.
Według dokumentów zgromadzonych przez Instytut Pamięci Narodowej, w latach 1947-1971 był zarejestrowany jako informator Urzędu Bezpieczeństwa oraz Służby Bezpieczeństwa o pseudonimie "Tadeusz".

## Odznaczenia
- Order Virtuti Militari V kl.
- Krzyż Walecznych
- Krzyż Partyzancki
- Warszawski Krzyż Powstańczy
- Krzyż Armii Krajowej